# Rio Torto di Roletto
Il Rio Torto è un torrente del Piemonte, affluente in destra idrografica del Chisola. Il suo corso si sviluppa interamente nel territorio della Città metropolitana di Torino; il perimetro del suo bacino è 38 km.

## Percorso
Nasce in comune di Roletto sul versante orientale del Monte Muretto (876 m). Dopo aver raccolto il contributo di vari rii dirigendosi verso sud-est passa nei pressi del centro comunale di Roletto e, uscito nella pianura pinerolese, riceve da sinistra il suo principale affluente, il Rio Rettiglio. Viene poi superato con un ponte dalla ex-SS 589 dei Laghi di Avigliana, entra in comune di Frossasco e prende a scorrere in direzione nord-est.

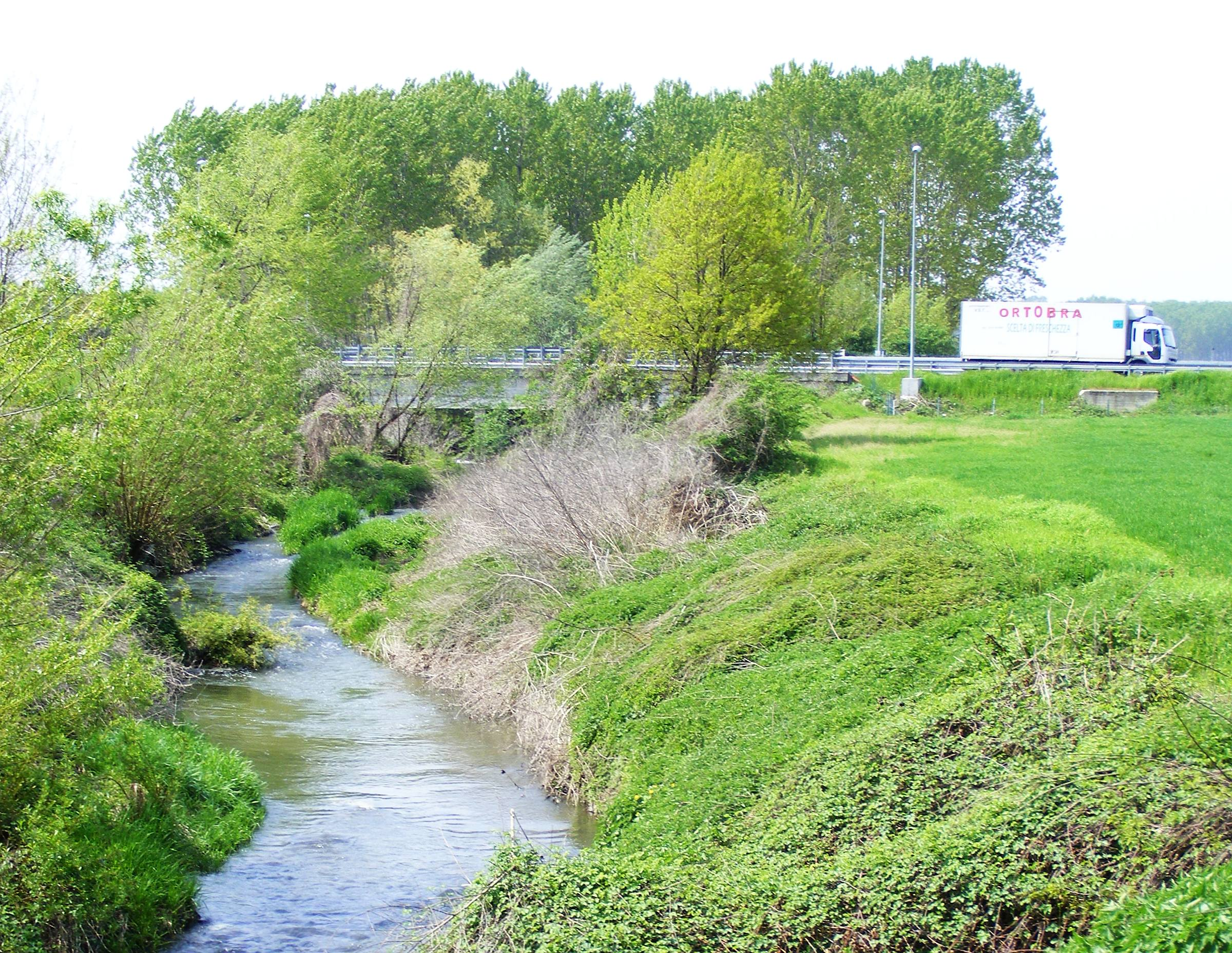
Il ponte sul Rio Torto dell'A55

Dopo aver divagato nelle campagne di Piscina di Pinerolo, Cumiana e Airasca viene scavalcato dall'Autostrada del Pinerolese e si getta infine nel Chisola a quota 250 m, nei pressi dello stabilimento Fiat di Volvera.
L'area montana del bacino del torrente è in genere considerata parte della Val Noce ; lo spartiacque tra i bacini limitrofi del Noce e del Rio Torto non è infatti orograficamente troppo ben definito.

## Principali affluenti
Data la vicinanza con il torrente Noce e la mancanza di un significativo reticolo idrico naturale nella pianura pinerolese il Rio Torto nella zona di pianura del proprio bacino idrografico non ha affluenti di particolare rilievo.
Nella parte montana del suo corso riceve invece in sinistra idrografica il Rio Rettiglio il quale, dopo aver raccolto le acque provenienti dalle colline a nord-est del capoluogo di Roletto, si getta nel Rio Torto non lontano dalla ex-SS 589 dei Laghi di Avigliana.

## Utilizzi

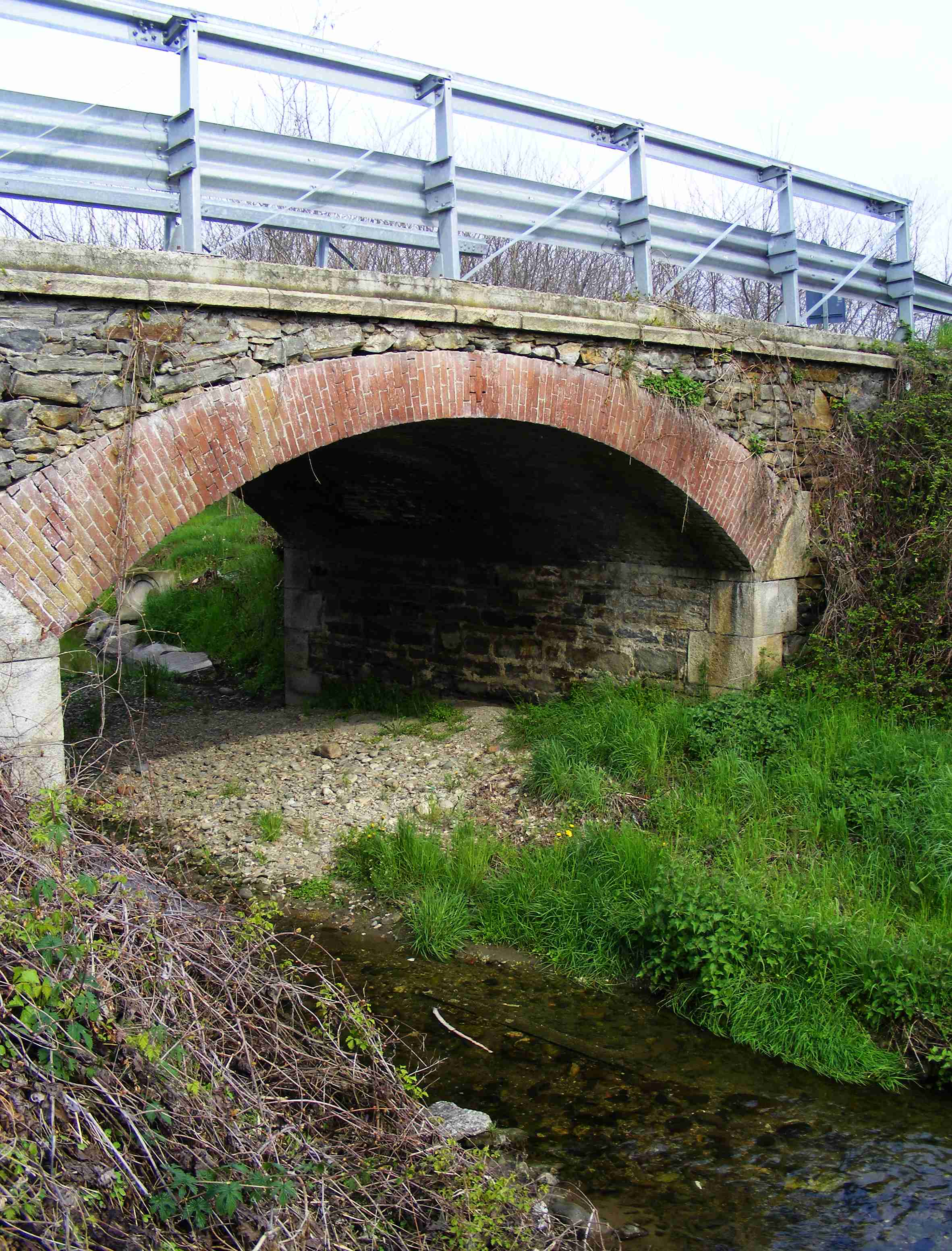
Il ponte sul Rio Torto della SP 146

Le acque del Rio Torto contribuiscono a rifornire le utenze irrigue raggruppate nel Consorzio Irriguo Murisenghi-Piscina-Rio Torto